# Universidad de Kiel
La Universidad Christian Albrecht de Kiel (CAU) (Christian-Albrechts-Universität zu Kiel, en alemán) es una universidad pública alemana con campus universitario en la ciudad de Kiel, en Schleswig-Holstein. Fue fundada en 1665 como Academia Holsatorum Chielonensis por Cristián Alberto, duque de Holstein-Gottorp y tiene unos 24 000 estudiantes en la actualidad.

## Historia

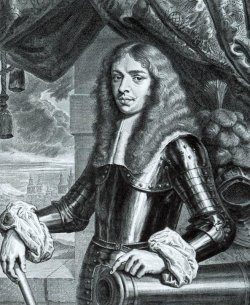
Duque Cristián Alberto

La Universidad de Kiel fue fundada bajo el nombre Christiana Albertina el 5 de octubre de 1665 por Cristián Alberto, Duque de Holstein-Gottorp. Los ciudadanos de la ciudad de Kiel eran, al principio, muy escépticos acerca de la llegada inminente de los estudiantes, pensando que esto podría ser toda una plaga de glotonería y embriaguez. Pero la idea de que una universidad en la ciudad traería prosperidad económica ganó, y Kiel se convirtió en la universidad más septentrional en el Sacro Imperio Romano.
Cuando Kiel se convirtió en parte de Prusia en el año de 1866, la universidad creció rápidamente en tamaño.

## Visión general
La Universidad de Kiel es una institución de interconexión e interacción de culturas académicas que ha ido evolucionando aquí desde 1665. La gama de asignaturas ofertadas se extiende desde la Teología, Derecho, Filosofía y Medicina con las Ciencias Naturales, Matemáticas, Economía, Ciencias Sociales, Agricultura, Ciencias de la Nutrición e Ingeniería. Durante su estancia en la Universidad de Kiel, cerca de 24,000 jóvenes de ambos sexos, desde pregrado hasta nivel de doctorado, así como muchos post-doctorados, disfrutan de las oportunidades y perspectivas que ofrecen las divisiones de investigación de la universidad y los programas de grado avanzado.

## Facultades
- Facultad de Teología
- Facultad de Leyes

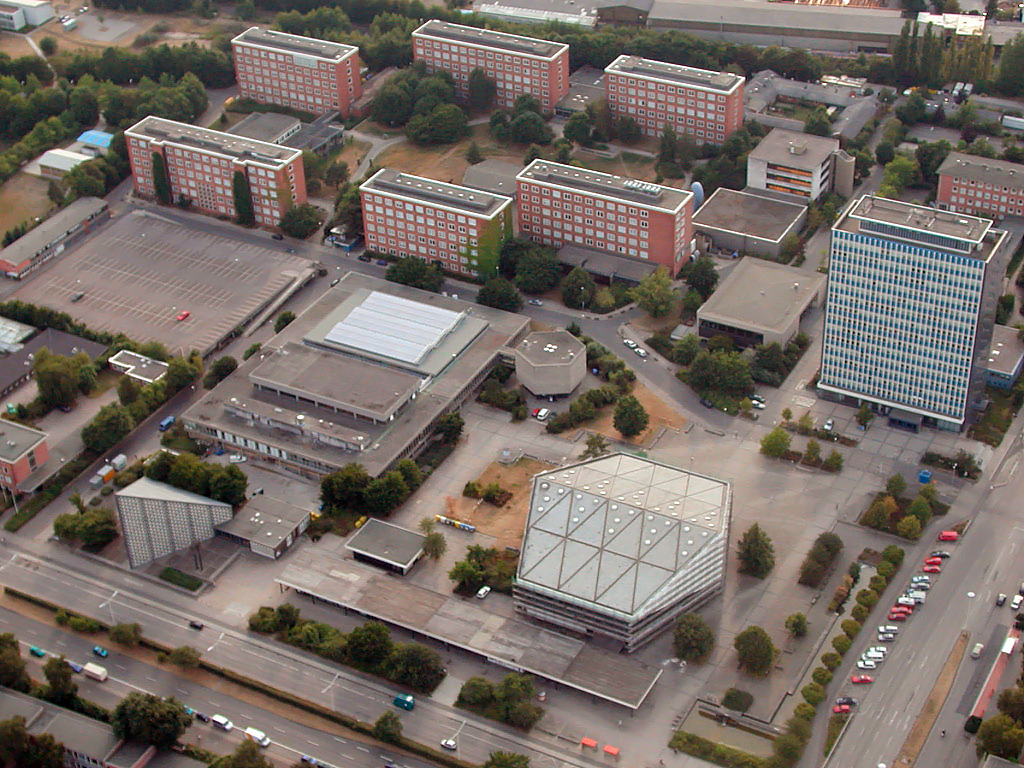
Vista aérea del Campus Central

- Facultad de Negocios, Economía y Ciencias Sociales
- Facultad de Medicina
- Facultad de Arte y Humanidades
- Facultad de Matemáticas y Ciencias Naturales
- Facultad de Ciencia de la Agricultura y Nutrición
- Facultad de Ingeniería